# Tadelakt

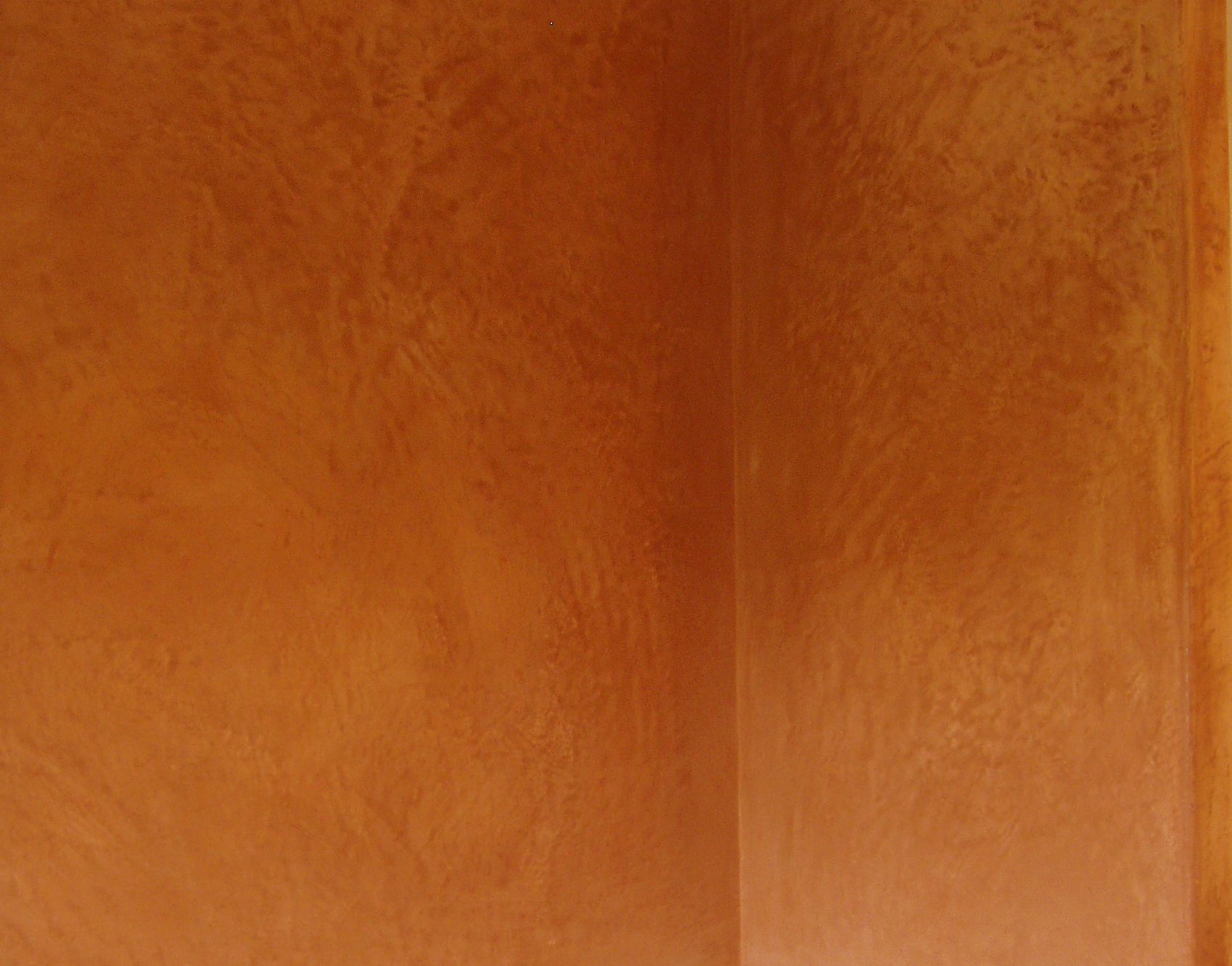
Tadelaktverputzte Wand

Der Tadelakt (auch Taddelakt; gesprochen Tade-lakt; von tamazight dellek „kneten, zerdrücken“; arabisch: تدلاكت) ist ein antiker marokkanischer Kalkputz. Durch die starke Verdichtung bei der Verarbeitung (Kalkpresstechnik) ergeben sich eine hohe Festigkeit und Wasserbeständigkeit der Beschichtung sowie ein Glanzeffekt.
Die Wasserdichtheit beruht auf der Wasserunlöslichkeit von Kalkseifen, die auch bei der Opus-signinum-Technik genutzt wird.
Entwickelt wurde Tadelakt – nach mündlicher Überlieferung – vor mehreren tausend Jahren von Berbern zur Abdichtung von Zisternen. Später wurde er ebenfalls für Hamams, die orientalischen Dampfbäder, zum hochwertigen Glanzputz weiterentwickelt und schließlich auch für Paläste verwendet.

## Verarbeitung
Tadelakt wird aus einem natürlichen Muschelkalk aus der Region um Marrakesch gebrannt und als Löschkalk eingesetzt. Bei der Verarbeitung wird Tadelakt mit der Kelle aufgetragen, mit Holzbrettchen oder Kunststoffspachtel geglättet und danach mit Halbedelsteinen wie Achat verdichtet und poliert. Ebenso wie beim Stucco lustro wird die Oberfläche mit schwarzer Olivenölseife hydrophobiert. Der Kalk und Bestandteile der Seife verbinden sich zu schwer in Wasser löslicher Kalkseife. Die Grundmasse, das Tadelaktpulver, ist hellgräulich und kann mit Farbpigmenten, die in die nasse Masse vor dem Auftragen eingerührt werden, beliebig gefärbt werden. Tadelaktpulver wird mit Wasser angerührt und ist dann, luftdicht verschlossen, einige Tage lang verarbeitbar.

## Anwendungen

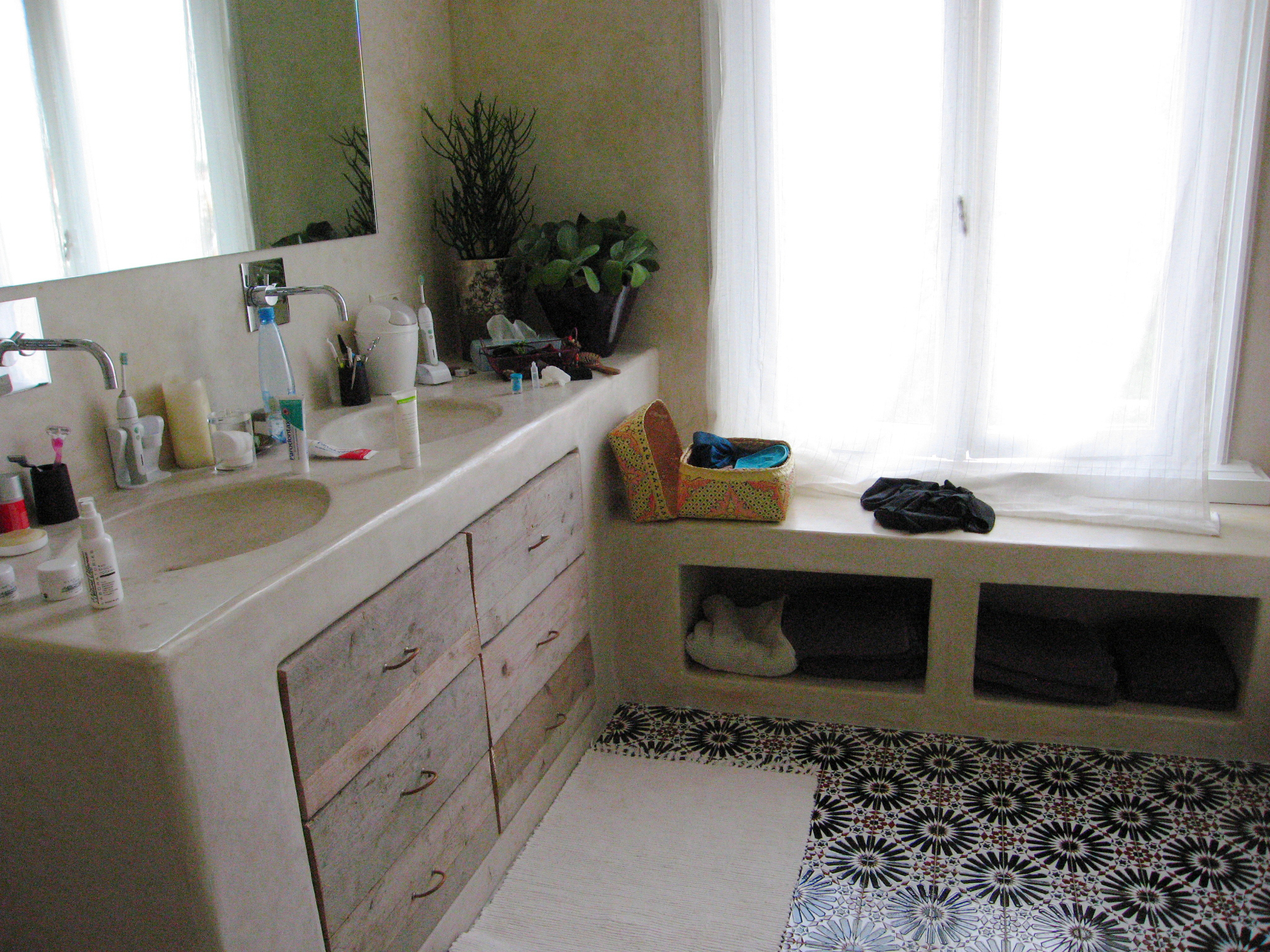
Tadelaktwaschbecken

Mit Tadelakt werden Beschichtungen für Wände (innen und außen), Fußböden, Badewannen, Waschbecken, Tischplatten und dergleichen hergestellt. Traditionell wird Tadelakt in Marokko von Berbern angewendet, die das Wissen von Generation zu Generation weitergeben. Inzwischen wird Tadelakt aber weltweit angewendet.